# 도무마에치요자키역
도무마에치요자키역(일본어: ドーム前千代崎駅, ドームまえちよざきえき)은 일본 오사카부 오사카시 니시구에 있는 지하철 나가호리쓰루미료쿠치선의 철도역이다. 역 번호는 N12이다.
또한 이 항목에서는 같은 장소에 있는 한신 전기 철도 한신난바선의 역인 도무마에역(일본어: ドーム前駅, ドームまええき)에 대해서도 기술한다. 오사카 메트로 도무마에치요자키역의 부역명은 교세라 돔 오사카 앞이다.

## 이용 가능 철도 노선
- 한신 전기 철도
  - 한신 전기 철도 한신 난바 선 - 도무마에역
- 오사카시 고속 전기궤도
  - ■ 나가호리쓰루미료쿠치 선 - 도무마에치요자키역

## 타는 곳

### 한신 전기 철도
| 1 | ■ 한신 난바 선 (상행) | 오사카난바 방면                                      |
| 2 | ■ 한신 난바 선 (하행) | 아마가사키 · 산노미야 · 산요아카시 · 산요히메지 방면 |

### 오사카 지하철
| 1 | ■ 나가호리쓰루미료쿠치 선 | 신사이바시·교바시·가도마미나미 방면 |
| 2 | ■ 나가호리쓰루미료쿠치 선 | 다이쇼 방면                         |

## 역세권 정보
- 교세라 돔 오사카(京セラドーム大阪)
- 오사카 가스(大阪ガス)
- 로얄 호스트·바구니 가게 (ロイヤルホスト·かごの屋)
- 서부 소방서·오사카시 소방국(西消防署·大阪市消防局)
- 오사카시립 서부중학교(大阪市立西中学校)

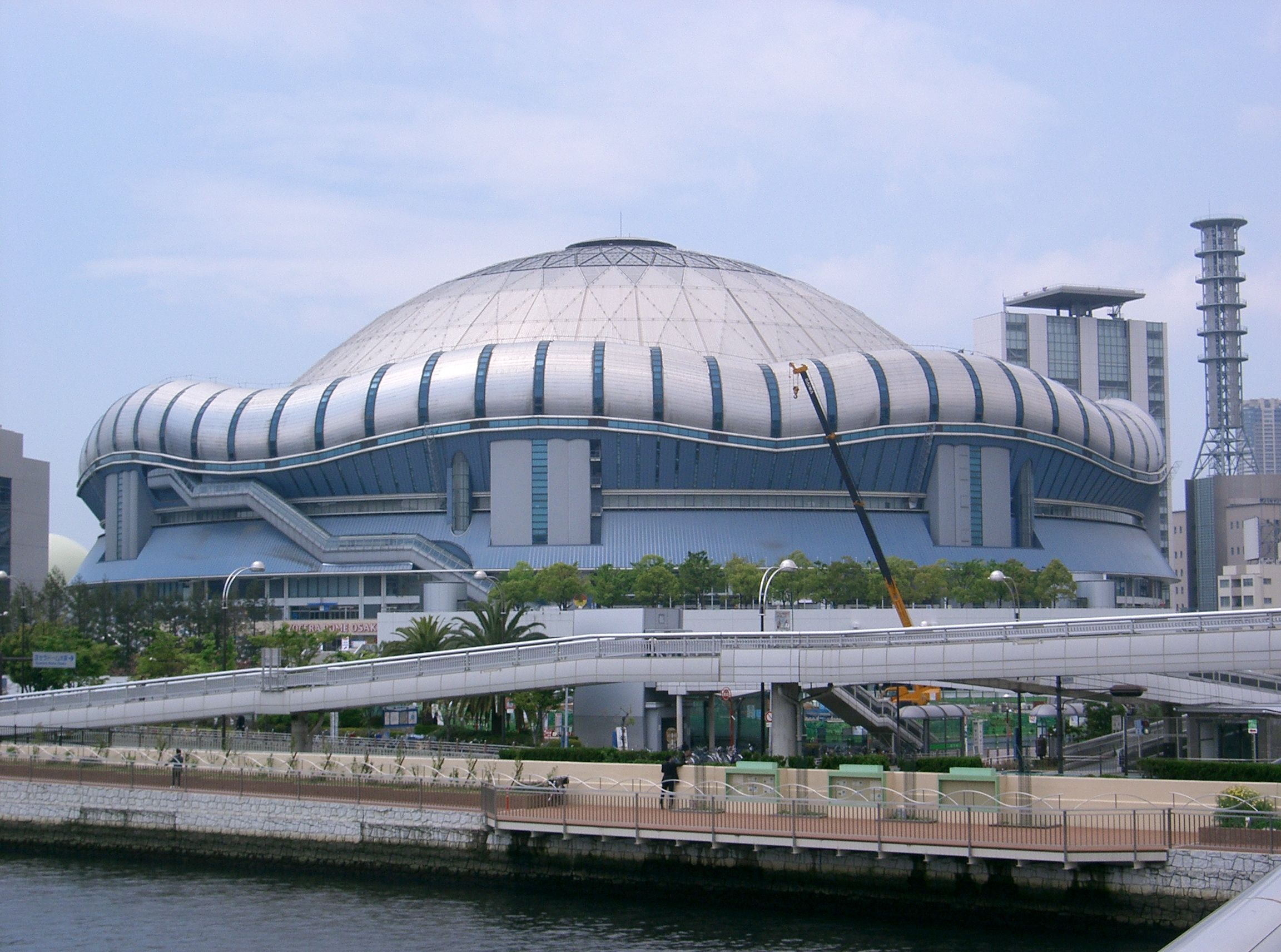
교세라 돔 오사카
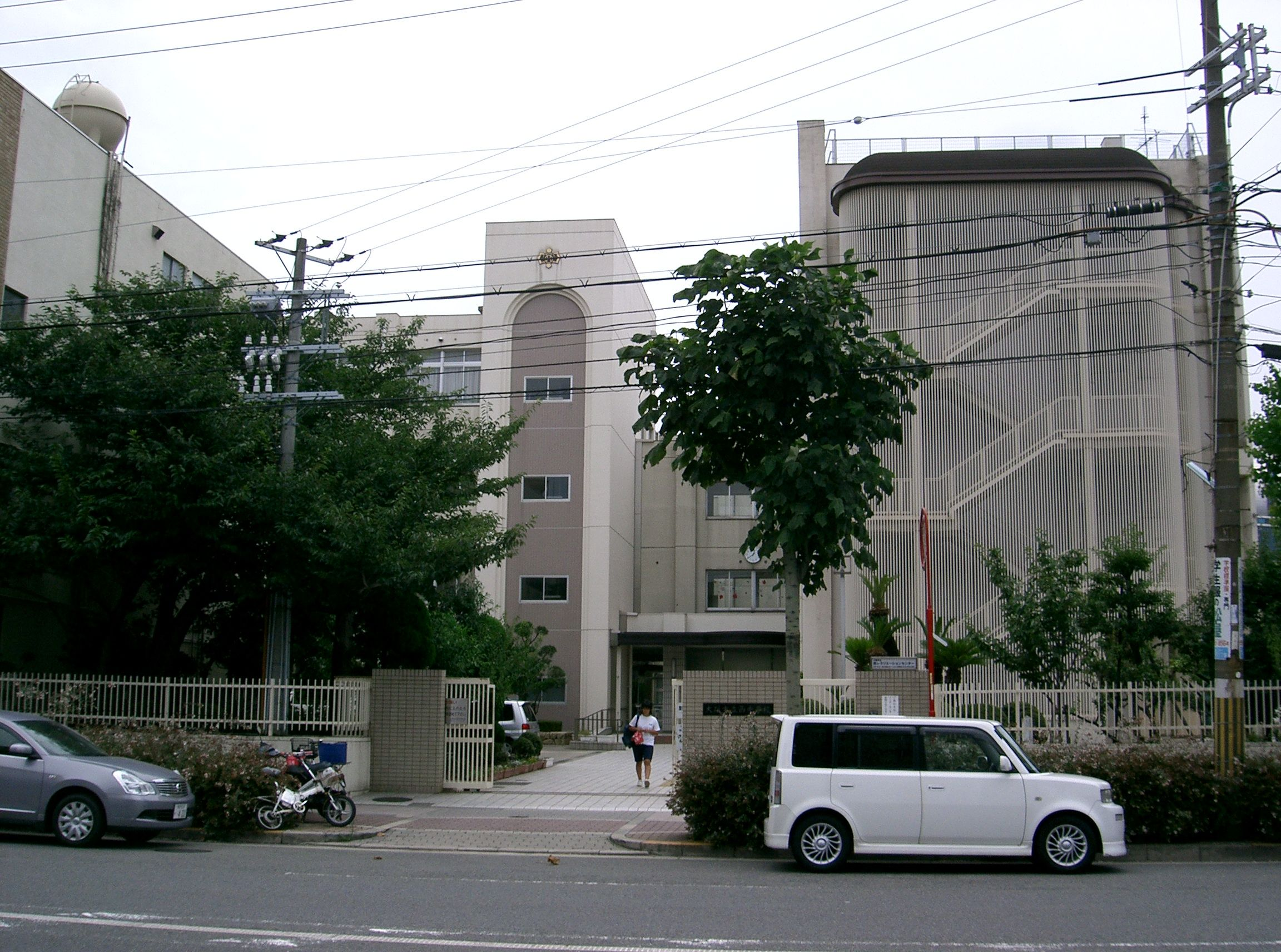
오사카시립 서부중학교
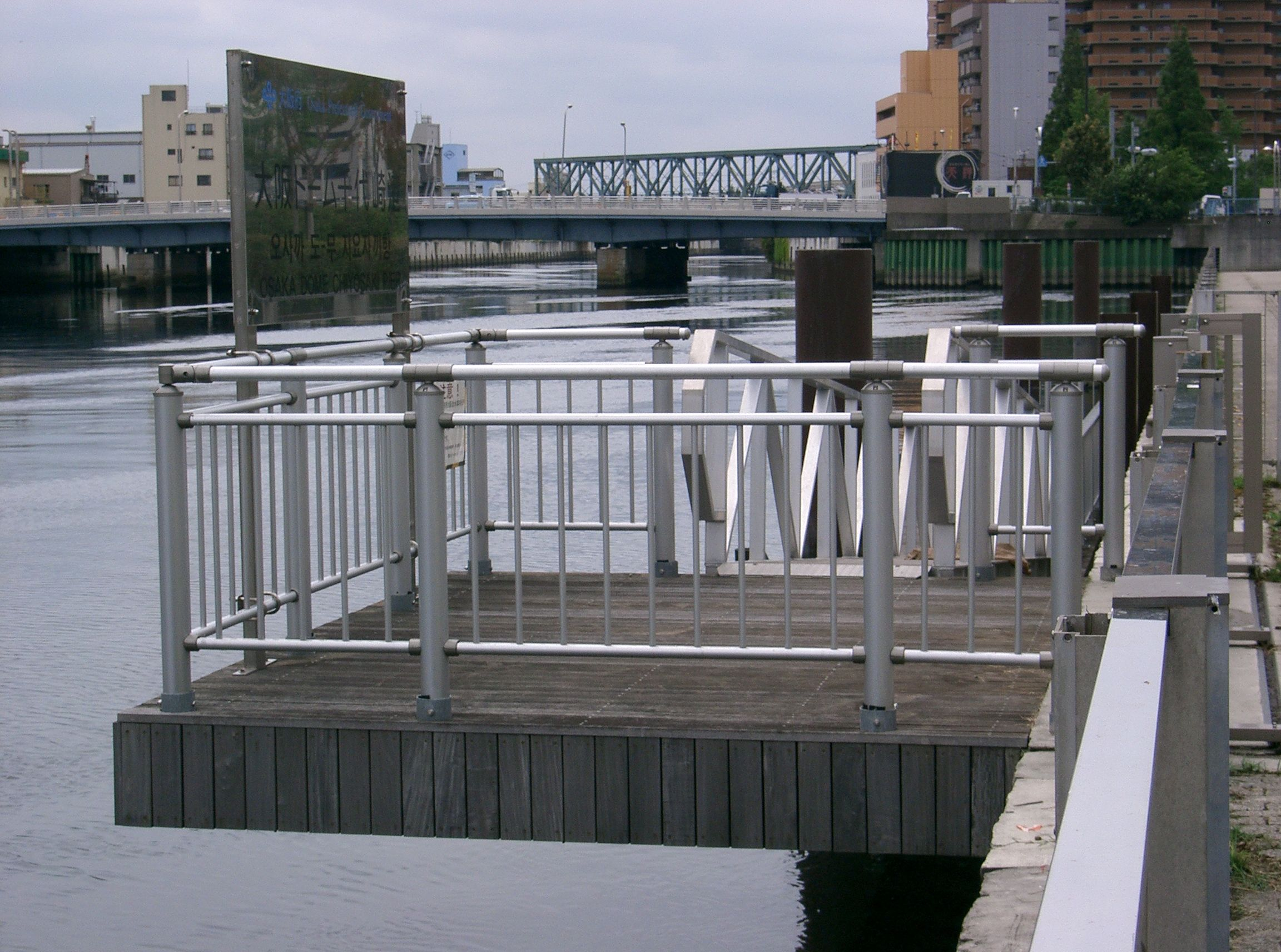
오사카 돔 지요자키항

## 역사
- 1997년 8월 29일: 오사카 지하철 나가호리쓰루미료쿠치 선 다이쇼 ~ 신사이바시 구간이 연장으로, 지하철 오사카도무마에치요자키역(일본어: 大阪ドーム前千代崎駅)이 영업 개시.
- 2006년 12월 24일: 오사카 지하철의 역명을 도무마에치요자키역(일본어: ドーム前千代崎駅)으로 변경.
- 2009년 3월 20일: 한신 난바 선 니시쿠조 ~ 오사카난바 구간이 개업으로, 한신 전기 철도의 도무마에역 개업.

## 인접역
| 한신 전기 철도 한신 난바 선 | 한신 전기 철도 한신 난바 선                      | 한신 전기 철도 한신 난바 선 |
| --------------------------- | ------------------------------------------------ | --------------------------- |
| 구조 산요히메지 방면        | ■ 한신 난바 선 쾌속급행 · 준급 · 구간준급 · 보통 | 사쿠라가와 오사카난바 방면  |

| ■ 오사카 메트로 나가호리쓰루미료쿠치선 | ■ 오사카 메트로 나가호리쓰루미료쿠치선 | ■ 오사카 메트로 나가호리쓰루미료쿠치선 |
| -------------------------------------- | -------------------------------------- | -------------------------------------- |
| N11 다이쇼 방면                        |                                        | 니시나가호리 N13 가도마미나미 방면     |